# ルクソン
ルクソン (luxon) ないしルクシオン は、質量が0であり真空中で常に光速で運動するすべての素粒子である。これには光子やグルーオン、さらには仮説上の重力子も含まれる。特殊相対論における固有時は運動速度が光速の場合は解を持たないため、ルクソンにとっては時間の流れがない。特殊相対性理論の枠組みにおいて、超光速粒子のタキオンおよび光速より小さい運動速度を持つブラディオンと対比される。これらの粒子と名前の混同を避けるために、ルクシオンと発音されることもある。